# Grzegorz Fijałek
Grzegorz Fijałek (Andrychów, 11 maggio 1987) è un giocatore di beach volley polacco.

## Palmarès

### Europei
- 1 medaglia:
  - 1 bronzo (Klagenfurt 2013)